# Ambassador Theatre Group
Die Ambassador Theatre Group (ATG) ist ein britischer Theaterbetreiber und -eigentümer, sowie Produzent von Theaterstücken und Musicals. Der Sitz des Unternehmens ist in Woking, Grafschaft Surrey. Ambassador wurde 1979 von Howard Panter und Rosemary Squire gegründet. Hauptteilhaber ist seit 2014 Providence Equity Partners.

## Tätigkeit als Produzent
Unter anderem zeigt(e) sich das Unternehmen zuständig für die Produktionen der Musicals Natürlich blond, Ghost – Das Musical und Monty Python’s Spamalot in London und als Tourproduktionen im Vereinigten Königreich. Außerdem produziert und vermarktet ATG weltweit The Rocky Horror Show. International ist Ambassador zudem auch am New Yorker Broadway, sowie in Australien tätig. Im Zusammenhang mit der Theaterproduktion betreibt die Ambassador Theatre Group ein eigenes Ticketvertriebssystem unter der Marke atgtickets.com.

## Betriebene Theater
Derzeit betreibt die ATG 36 Theater und ein Kino, ein Teil dieser Theater befindet sich in ihrem Eigentum.
- Duke of York’s Theatre, London (Eigentümer und Betreiber)
- New Victoria Theatre, Woking (Eigentümer und Betreiber)
- Rhoda McGaw Theatre, Woking (Betreiber)
- Regent Theatre, Stoke-on-Trent (Betreiber)
- Victoria Hall, Stoke-on Trent (Betreiber)
- Milton Keynes Theatre, Milton Keynes (Betreiber)
- Theatre Royal, Brighton (Eigentümer und Betreiber)
- Churchill Theatre, Bromley (Betreiber)
- Richmond Theatre, Richmond upon Thames, London (Betreiber)
- Donmar Warehouse, London (Eigentümer)
- Harold Pinter Theatre, London (Eigentümer und Betreiber)
- Phoenix Theatre, London (Eigentümer und Betreiber)
- Piccadilly Theatre, London (Eigentümer und Betreiber)
- Trafalgar Studios (Studio 1), London (geleast, Betreiber)
- Fortune Theatre, London (Eigentümer und Betreiber)
- King’s Theatre, Glasgow (geleast und Betreiber)
- New Wimbledon Theatre, Wimbledon, London (Betreiber)
- New Wimbledon Studio, Wimbledon, London (Betreiber)
- Savoy Theatre, London (Eigentümer und Betreiber)
- Apollo Victoria Theatre, London (Eigentümer und Betreiber)
- Bristol Hippodrome, Bristol (Eigentümer und Betreiber)
- Edinburgh Playhouse, Edinburgh (Eigentümer und Betreiber)
- York Grand Opera, York (Eigentümer und Betreiber)
- Grimbsy Auditorium, Grimsby (Betreiber)
- Leas Cliff Hall, Folkestone (Betreiber)
- Liverpool Empire Theatre, Liverpool (Betreiber)
- Lyceum Theatre, London (Eigentümer und Betreiber)
- Manchester Opera House, Manchester (Eigentümer und Betreiber)
- New Alexandra Theatre, Birmingham (Eigentümer und Betreiber)
- New Theatre Oxford, Oxford (Betreiber)
- Manchester Palace Theatre, Manchester (Eigentümer und Betreiber)
- Princess Theatre, Torquay (Betreiber)
- Southport Theatre, Southport (geleast, Betreiber)
- Sunderland Empire, Sunderland (Betreiber)
- Aylesbury Waterside Theatre, Aylesbury (Betreiber)
- Lyric Theatre, New York City (Betreiber)
- Ambassadors Cinema, Woking (Betreiber)

### Ehemalige Theater
- Ambassadors Theatre, London (1995–2007)
- Noël Coward Theatre, London (2000–2005)
- Wyndham’s Theatre, London (2000–2005)
- Old Fire Station, Oxford (2009–2010)

## Übernahmen
- Im Jahr 2018 übernahm ATG die Mehr-Entertainment GmbH. Diese betreibt in Deutschland verschiedene Musical-Theater. Seit April 2024 nennt sich das Unternehmen ATG Entertainment.
- Im Januar 2025 übernahm ATG die SOM Produce, ein Produzent, Betreiber und Vermarkter von Theatern in Spanien.[3]